# شقرانانية
الشقرانانية (الاسم العلمي: Pucciniomycetes) هي طائفة من الفطريات تتبع شعبة الدعاميات.

## التصنيف
- الشقرانيات
  - الشقرانية
    - الشقران